# Szadów Pański (gromada)
Szadów Pański (do 31 XII 1959 Chlebów) – dawna gromada, czyli najmniejsza jednostka podziału terytorialnego Polskiej Rzeczypospolitej Ludowej w latach 1954–1972.
Gromady, z gromadzkimi radami narodowymi (GRN) jako organami władzy najniższego stopnia na wsi, funkcjonowały od reformy reorganizującej administrację wiejską przeprowadzonej jesienią 1954 do momentu ich zniesienia z dniem 1 stycznia 1973, tym samym wypierając organizację gminną w latach 1954–1972.
Gromadę Szadów Pański z siedzibą GRN w Szadowie Pańskim utworzono 1 stycznia 1960 w powiecie tureckim w woj. poznańskim w związku z przeniesieniem siedziby GRN gromady Chlebów z Chlebowa do Szadowa Pańskiego i zmianą nazwy jednostki na gromada Szadów Pański.
W 1965 gromada miała 27 członków GRN.
1 stycznia 1970 do gromady Szadów Pański włączono 723,85 ha z miasta Turek w tymże powiecie.
31 grudnia 1971 gromadę zniesiono, a jej obszar włączono do nowo utworzonej gromady Turek w tymże powiecie.